# 희생양

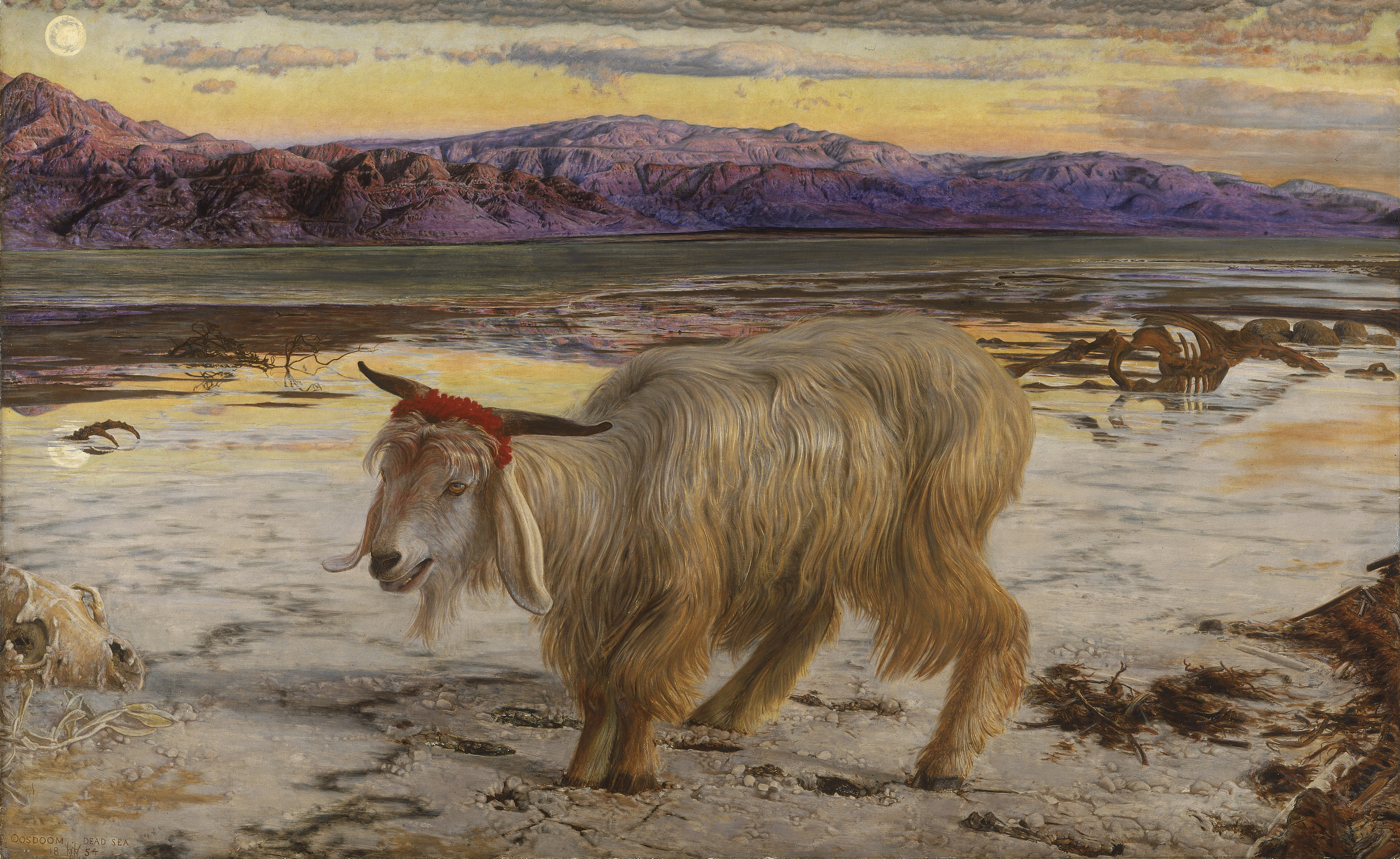
희생양, 윌리엄 홀먼 헌트, 1854.

희생양(犧牲羊) 또는 속죄양(贖罪羊, 영어: scapegoat)은 속죄의 염소, 제물의 동물이란 뜻으로 사회·문화·심리적 희생자를 의미한다.

## 어원
영어 scapegoat는 레위기 16장에 등장하는 단어 아자젤(עֲזָאזֵל‎)의 번역어로, 1530년 윌리엄 틴들 번역 성서에 처음 등장한다. 이는 아자젤이란 단어를 ‘염소’(עֵז)와 ‘도망’(אוזל)의 합성어로 본 것으로, 70인역·불가타 성경 등과 궤를 같이 한다.

## 기원
고대의 이스라엘인들은 속죄일에 염소를 속죄의 제물로 사용하였다. 제물인 숫염소를 잡아 그 피를 속죄판 위와 앞에 뿌린다. 그 다음 염소의 머리에 두 손을 얹고 이스라엘인들의 모든 죄를 고백해 염소 머리에 씌운다. 그리고 염소를 광야로 내보낸 것이다. 고대 이스라엘인들은 그렇게 함으로써 그 모든 죄가 불모지로 날아간다고 여겼다.

## 의미
무언가가 희생됨으로 진짜 잘못을 저지른 대상을 잊히게 만든다. 작게는 가족 안에서부터 크게는 대중에게서까지 발견할 수 있다. 가족 안에서는 누군가가 희생양의 역할을 하여 가족의 고통과 분노를 돌리게 해 결속을 유지한다. 이를 '가족희생양'이라고 하는데 부부 갈등이 원인인 경우가 많다. 작은 집단에서는 집단 따돌림으로 나타난다.
사회적으로는 실업, 경제불황, 범죄 등의 사회문제에 따른 대중의 불만·공포·반감·증오를 다른 대상으로 향하게 한다. 이 심리적 메커니즘의 이용은 대중 지배의 중요한 수단이 되었다. 인종차별이나 소수집단 차별이 이러한 목적으로 활용되기도 한다.

### 사례
대표적인 사례로는 마녀사냥, 유대인 학살, 간토 대지진 조선인 학살 사건이 있다.
마녀사냥은 마녀를 악마와 놀아나 신앙을 해치고 공동체에 해악을 끼친다며 처형하는 것으로, 14세기부터 17세기에 유럽에서 이로 인해 약 20만 명 ~ 50만 명의 사람이 처형되었다.
나치 독일은 금융자본을 근거로 하는 모든 정치적 파탄·사회불안·경제적 혼란의 원인을 이민족인 유대인의 열등성·음모로 돌려 유대인 학살을 단행하는 등 전제정치를 확립시켰다.
간토 대지진 조선인 학살 사건은 간토 대지진으로 피해를 입은 일본의 내무성이 '재난을 틈타 조선인들이 테러, 강도 등으로 이득을 취하고 있다'는 소문을 퍼뜨린 뒤 조선인을 학살한 사건이다. 이로 인한 희생자 수는 약 6,000명으로 알려져 있다.

## 같이 보기
- 집단 따돌림
- 비인간화
- 황금가지
- 신고식
- 인신공양
- 모럴 패닉
- 사회 낙인
- 고정관념
- 피해자 비난
- 마녀사냥